# Zuichō Tachibana
Zuichō Tachibana (橘 瑞超, Tachibana Zuichō), 7 janvier 1890 à Kabayaki-chō (aujourd'hui Naka-ku), Nagoya - 4 novembre 1968 est un explorateur japonais de l'Asie centrale. Il effectue trois voyages vers l'Asie centrale entre 1902 et 1910, tous trois financés par le comte Kōzui Ōtani. Bien qu'il voyage en tant que prêtre de la secte Jōdo Shinshū, les services secrets russe et britannique le suspectent d'être un officier de la marine impériale japonaise.

## Source de la traduction
- (en) Cet article est partiellement ou en totalité issu de l’article de Wikipédia en anglais intitulé « Zuicho Tachibana » (voir la liste des auteurs).